# Flakpanzer Gepard
El Flakpanzer Gepard, de l'alemany Flugabwehrkanonenpanzer Gepard i sovint abreviat com a FlakPZ Gepard, és un canó antiaeri autopropulsat de combat terra-aire d'origen alemany. Desenvolupat i produït durant el 1970 ha estat i continua sent la pedra angular de la defensa antiaèria d'Alemanya i de molts altres països sent una de les millors bateries antiaèries mai desenvolupades.

## Disseny

### Demanda
El FlakPZ Gepard neix de la necessitat d'un sistema antiaeri fiable i que sigui útil per a les tàctiques militars terrestres més avançades, substituint al sistema nord-americà de defensa antiaèria de cota baixa, l'M-42, que a la dècada del 1960 ja començava a quedar desfasat però tot i així el concepte encara era útil. L'estil de combat de l'exèrcit alemany, que usa tancs en grans quantitats i que avancen, en bona part, sense cobertura aèria fa que sigui necessari una mesura de protecció terrestre i que tingui les mateixes prestacions en mobilitat que altres blindats del moment. 

Els requeriments de l'exèrcit indicaven que era necessari un vehicle amb canons d'elevades prestacions, aptes per a abatre avions en vol resant, i que a més disposes d'una alta mobilitat, abans esmentada, un temps de reacció molt curt, un sistema autònom de captació d'objectius, un sistema de protecció electrònica, garanties de resistir foc lleuger i agents NBQ i amb capacitat de discernir blancs aliats d'enemics en temps real.

### Antecedents
Els seus antecedents són nombrosos, ja que durant la Segona Guerra Mundial Alemanya havia disposat d'un gran nombre d'efectius antieaeris per compensar la superioritat aèria dels EUA. El Flakpanzer Gepard és el seu hereu més directe. Tot i així, els sistemes de la Segona Guerra Mundial quedaven ja molt lluny i va adaptar molts elements d'altres sistemes autopropulsats antiaeris més moderns sobretot de l'M-42 dels EUA. 

L'objectiu a igualar més directe del FlakPZ Gepard era el soviètic ZSU-23-4 Xilka que s'havia desenvolupat una dècada abans i al qual va superar àmpliament. Més tard tindria altres competidors com el Tunguska M-1 i el Pantsir-S1 que tot i usar sistemes d'armament més avançat (combinant míssils i canons) encara no aconseguirien deixar enrere el FlakPZ Gepard i que encara seria útil trenta anys més tard.

## Prototips i producció

### Prototips

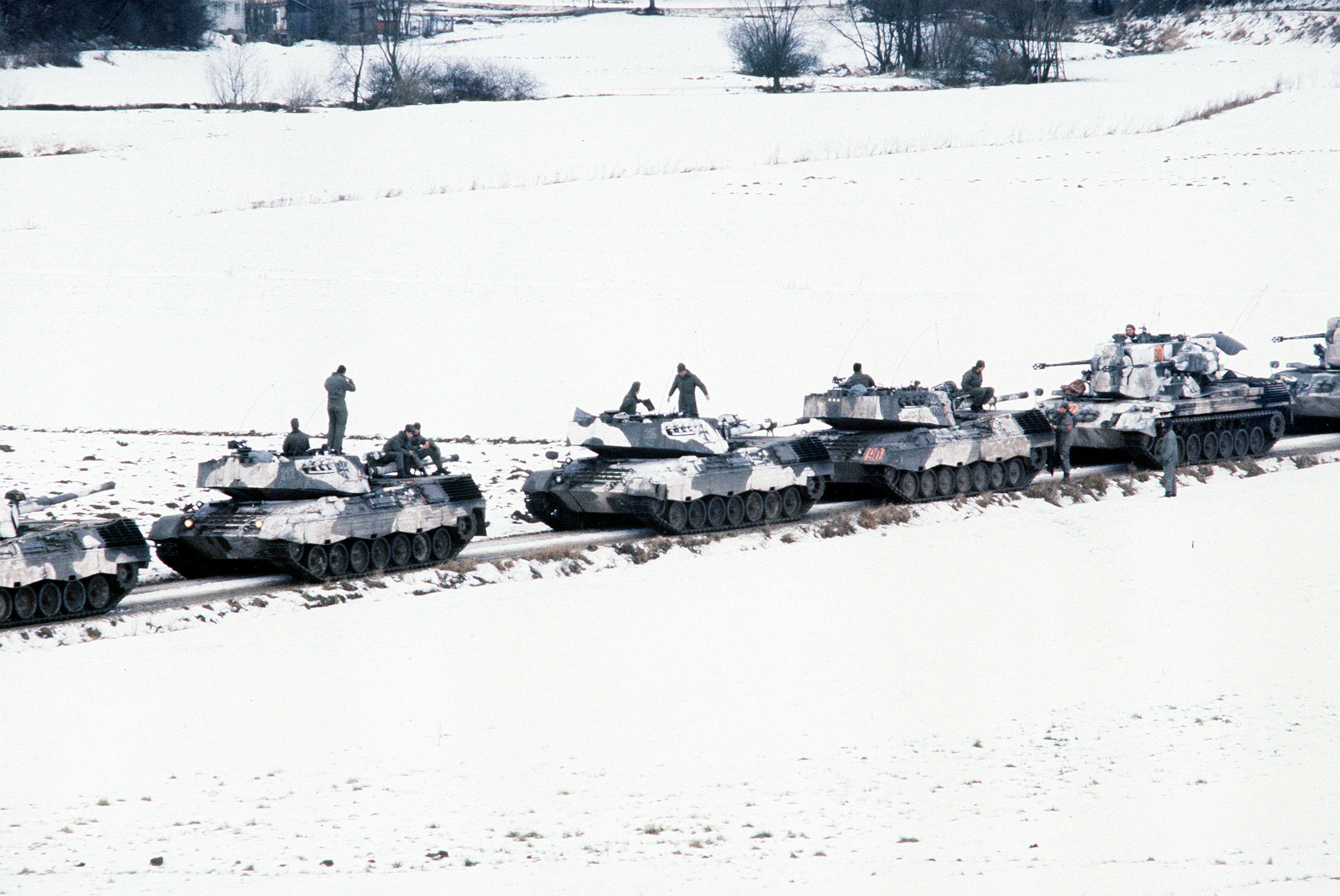
Una columna de tancs Leopard 1 amb FlakPZ Gepards durant una maniobra de l'Alemanya Occidental l'any 1985.

En el desenvolupament del sistema s'hi van implicar forces indústries nacionals: RheinMetall, Siemens, AEG-Telefunken… Però van ser dos grups industrials els que van realitzar un sistema complet, cadascun per la seva banda. El primer va presentar el seu prototip el 1970 (anomenat "Matador") que disposava de dos canons de 30 mil·límetres i un radar d'exploració i un altre de seguiment. L'altre grup industrial també va fer el seu vehicle, amb un sistema de radars similar, armat amb dos canons de 35 mil·límetres (calibre més eficient si considerem la millora dels avions i helicòpters de l'època). El segon model una vegada avaluat durant el 1968-1970 finalment va ser escollit i va passar a anomenar-se "Gepard". 

### Producció
Per a Alemanya es van muntar 420 tancs. El sistema es va posar en funcionament a 11 batallons d'artilleria antiaeria d'Alemanya, cada un amb 12 tancs cadascun. La resta es van destinar a pràctica o reserva.
També es va exportar a altres països: Xile, que va adquirir-ne 30 unitats, Bèlgica, que va adquirir 55 unitats, Països Baixos, que en va adquirir 95 i Romania, que en va adquirir 43 anteriorment usats per l'exèrcit alemany. Holanda va modificar el sistema de radar, que va ser fabricat per empreses holandeses, i els va posar en servei el 1974, posteriorment van ser-ne modernitzats 60 el 1997. Bèlgica els va introduir tots el 1977 sense cap modificació i Romania en va posar 32 en servei i els altres van ser desats com a peces per a possibles futures reparacions. Xile va adquirir recentment, el 2008, 30 unitats de les quals només 4 estan en servei.

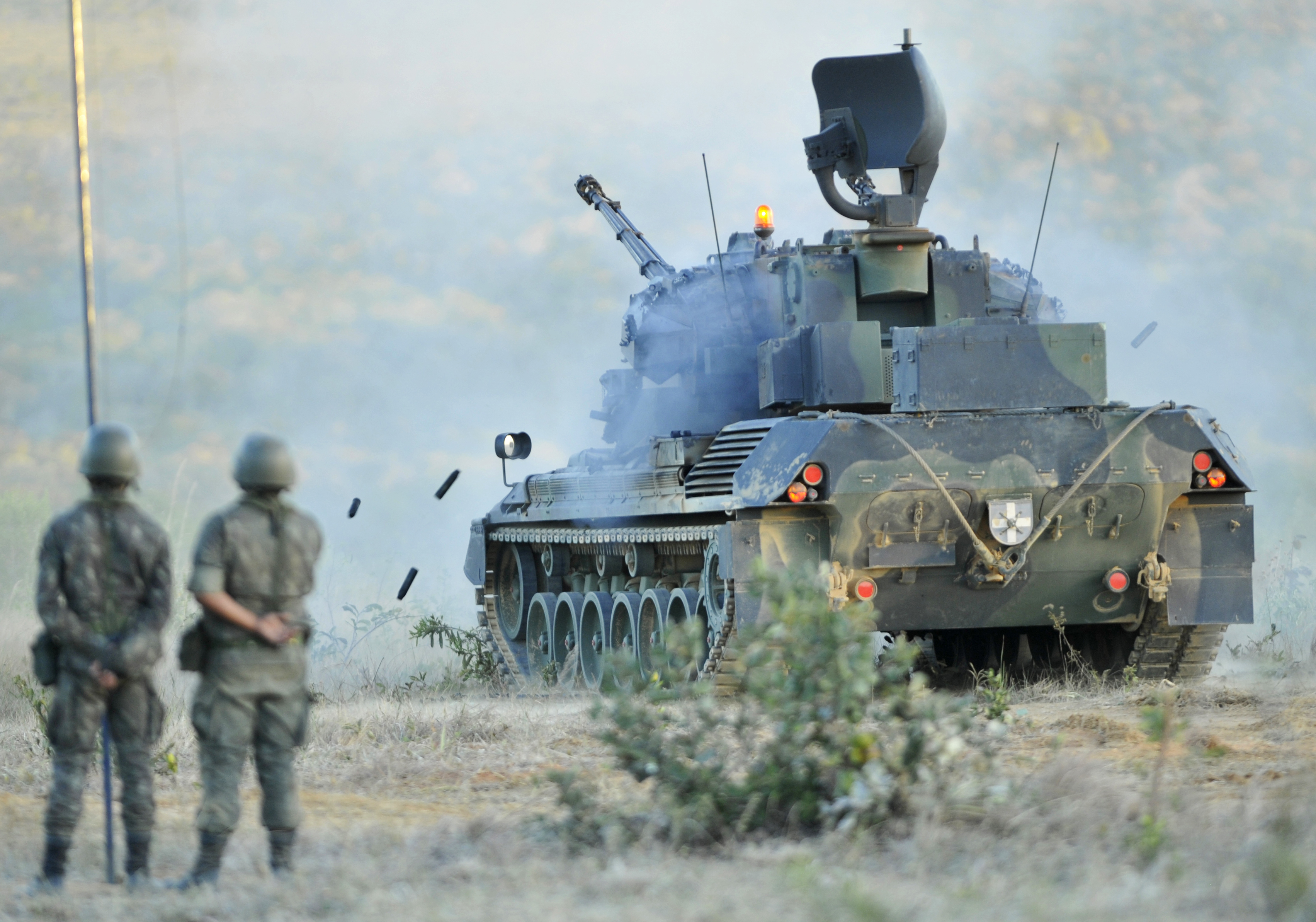
Un Gepard brasiler disparant l'any 2015 durant un exercici amb motiu de la visita del ministre de defensa Jaques Wagner.

## Característiques

### Armament i blindatge
L'armament principal del Gepard són els dos canons Oerlikon Contraves KDA 35/90, és a dir, 35 mil·límetres de calibre i de longitud total de 90 calibres situats als laterals externs de la torreta facilitant així el manteniment i reparacions. A la sortida de cada canó hi ha un espòiler amb sensor que analitza la velocitat de sortida del foc i que aporta informació a les calculadores que rectifiquen segons la informació. Cada una d'aquestes armes disposa d'una cadència total de 550 trets per minut, això implica que en un minut pot efectuar una cortina de foc de 1.100 trets, i el seu abast eficient contra objectius aeris és de 3.500 m ampliat a 4.500 m amb la munició FAPDS. El vehicle transporta un total de 680 cartutxos, que alimenten automàticament els canons i que estan emmagatzemats a la part del darrere de la torreta en un compartiment aïllat de la resta de l'interior del tanc.
Per a batalles contra objectius terrestres disposa de 40 projectils antitancs que permeten defensar-se d'una amenaça terrestre, tot i que sense poder competir amb un tanc. A més a més, disposa de 8 llançadors de fumígens per cobrir-se àrees amb un fum dens. Aquest gran ventall d'elements el converteix en una eina molt útil i versàtil en quasi qualsevol camp de batalla.

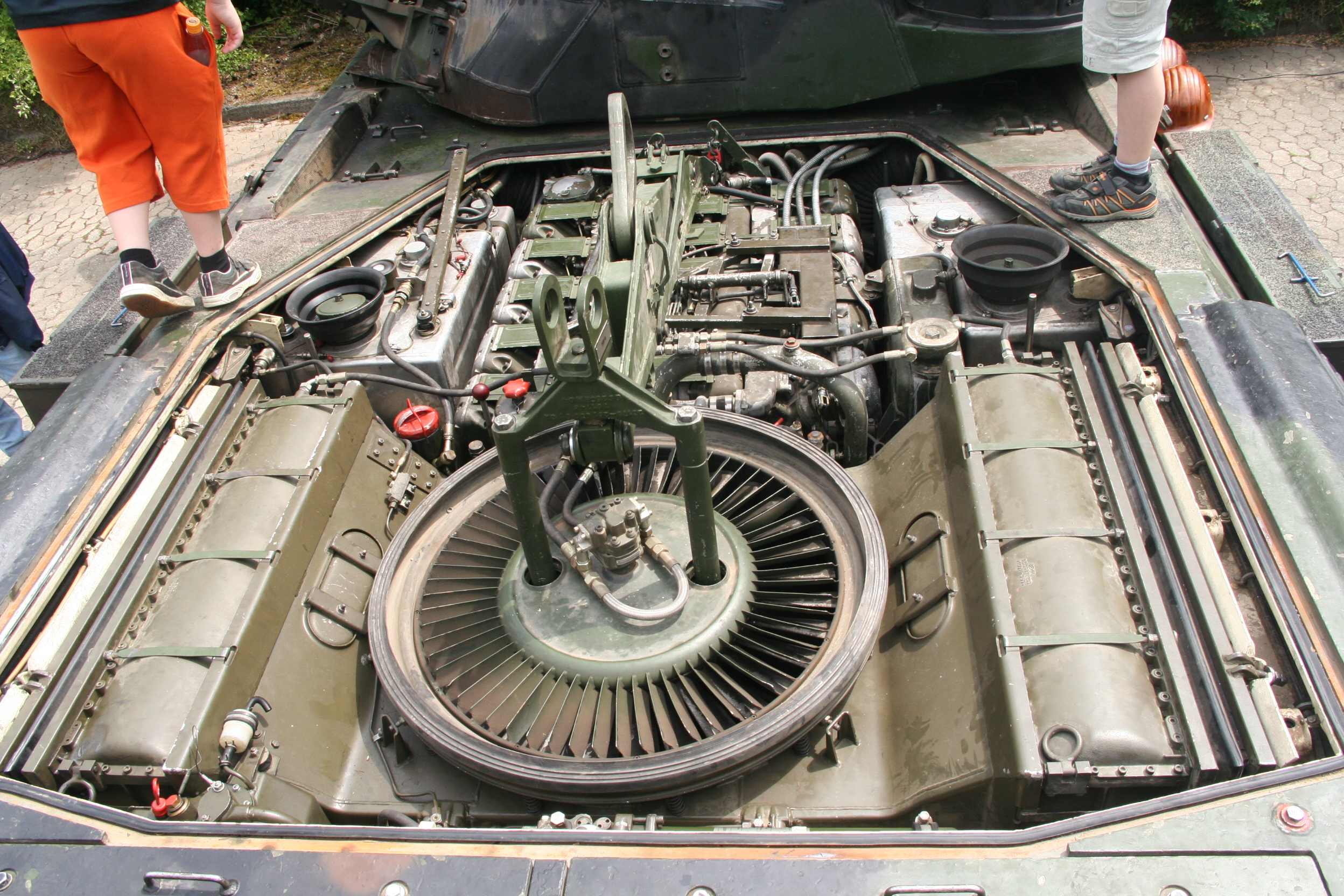
El motor policarburant del Flakpanzer Gepard li permet seguir columnes mecanitzades a velocitats de 65 km/h.

La protecció del Gepard està composta per, a més del blindatge simple, un sistema defensiu contra agressius NBQ (Nuclears, biològics i químics) que el protegeix en la majoria d'entorns bèl·lics que es pugui trobar.

### Sistema motor
El cos principal del carro és el mateix que el del Leopard 1, amb idèntic grup motriu, un motor MTU MB 838 Ca M-500, de deu cilindres policarburant. El tub d'escapament està situat a tota la part esquerra del carro i a la dreta hi ha caixes amb eines per al manteniment i equip. La transmissió és una ZF 4 HP 250 amb quatre marxes endavant i una endarrere. El tren de rodatge consistia en set rodes i quatre rodaments de suport. Per integrar-hi la torreta els xassís es van allargar 8 m i es va col·locar una baula més a cada cadena. A més a més, per reduir les vibracions i millorar la precisió a les rodes 1,2,3,5,6 i 7 s'hi va afegir un sistema d'amortidors hidromecànics.

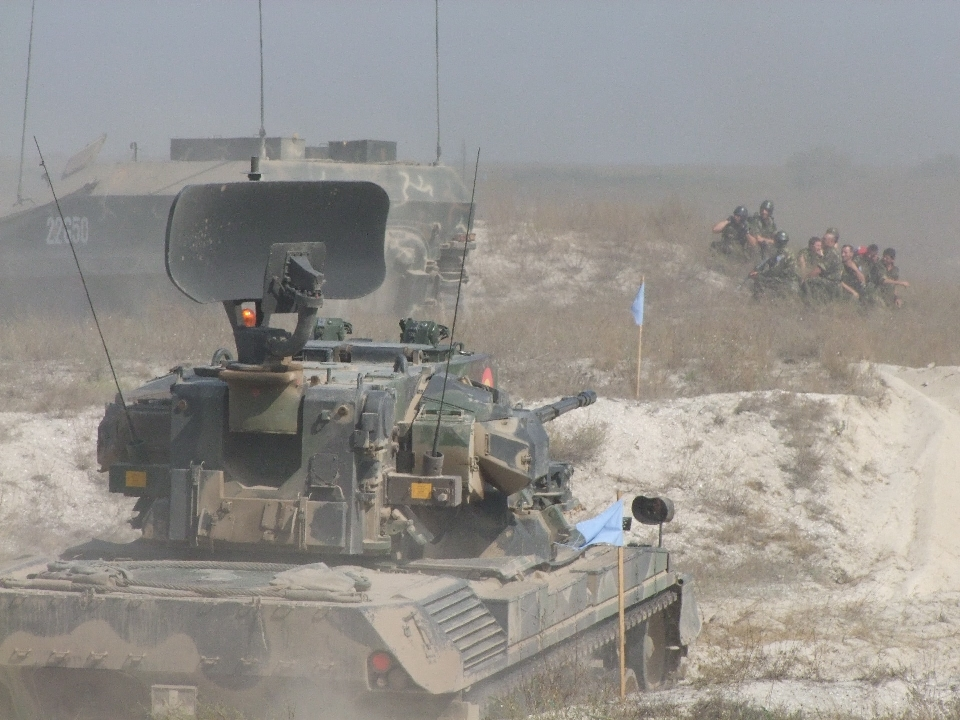
Un Gepard romanès disparant durant uns exercicis l'any 2011.

El sistema electrogen està compost per una bateria de corrent continu de 24 V i un generador de 3x200/115 volts, a 380 Hertz donant una potència de 2x20 kVA.

### Distribució i sistema de tir
El conductor s'assenta a la part de davant del tanc, al costat d'un sistema auxiliar de potència que subministra l'electricitat al sistema i una presa d'aire per a refrigerar el motor (protegit per una cúpula). Dintre la torre a la part del centre del cos principal hi ha tant el comandant com l'artiller. El comandant a l'esquerra del tanc i el tirador a la dreta tots dos disposen d'un visor de tir estabilitzat per millorar la precisió en combat del sistema. El vehicle disposa de dos radars independents, un de vigilància a la part superior de la torre i un altre de seguiment situat a la part frontal de la torreta. La trajectòria de l'avió/helicòpter és calculada i prevista amb, calculadores analògiques en els primers dissenys i més tard amb digitals (on es va adherir un telèmetre làser) que dirigeixen la trajectòria de tir i introdueixen els moviments necessaris per abatre els objectius. A la part superior de la torreta hi ha dos periscopis, amb una mobilitat angular horitzontal de 360° i vertical des de -10º fins a 85º, que poden aparellar-se amb el radar del davant perquè es moguin simultàniament.

### Radar
El Gepard està equipat amb un sistema de radars independents. Un dels radars és el de cerca, guardat dins d'un radom a la part frontal del Gepard, l'altre radar és el de seguiment, més ample i situat al darrere i per sobre de la torreta.
Els radars proporcionen un escanejat de 360° amb seguiment d'objectius simultanis, supressió de soroll, cerca de nous objectius en moviment i un mode de seguiment individual.
El sistema de radar instal·lat a la versió alemanya del Gepard té un abast de 15 km amb un guany de 60dB.